# Willie Watson
William „Willie“ Watson (* 7. März 1920 in Bolton upon Dearne; † 24. April 2004 in Johannesburg) war ein englischer Fußball- und Cricketspieler. In beiden Sportarten brachte er es in die jeweilige englische Nationalmannschaft und arbeitete als Trainer.

## Sportliche Laufbahn
Der Sport nahm im Leben des jungen Willie Watson früh einen großen Raum ein. Vor allem Vater Billy Watson war ein verdienter Fußballspieler von Huddersfield Town und dreimaliger englischer Meister in den Jahren 1924, 1925 und 1926 gewesen und als der halbwüchsige Willie im Alter von 14 Jahren die Schule verließ, merkte dieser schnell, dass seine Zukunft weniger darin lag, den Hof von fremden Leuten zu kehren, als im Sport. Der noch in der ersten Mannschaft von Huddersfield Town aktive Vater brachte seinen Sprössling ein Jahr später als Amateur in seinem Verein unter, wie zuvor bereits auch seinen älteren Bruder Albert.
Eine eindeutige Festlegung auf den Fußball bedeutete aber auch für den mittlerweile 17-jährigen Watson die Beförderung zum Profispieler nicht, denn er hatte sich schon zu Schulzeiten gleichsam talentiert im Cricket gezeigt. Im Jahr 1938 feierte er dort für die Auswahlmannschaft Yorkshire II in Barnsley seinen unglücklichen Einstand mit null Punkten (Runs). In seinem zweiten Einsatz, gegen Lancashire, leistete er sich dies sogar in beiden Spieldurchgängen (Innings). Zu seiner eigenen Überraschung erhielt er aber noch eine dritte Chance, welche er diesmal mit 60 erzielten Runs gut nutzte. Seine First-Class Karriere als linkshändiger Schlagmann, die insgesamt 468 Spiele umfasste, begann aber erst im darauffolgenden Jahr und endete 1964, nachdem er 1958 von Yorkshire nach Leicestershire gewechselt war, wo er zwischen 1958 und 1961 Kapitän war. Im Jahr 1954 wurde er einer der fünf Wisden Cricketer of the Year.
Im Fußball machte er in der Saison 1938/39 erstmals in einigen Spielen als technisch versierter und etwas schmächtig gebauter Linksaußen auf sich aufmerksam. Weitere sportliche Entwicklungen verhinderten jedoch der Ausbruch des Zweiten Weltkriegs, der für eine lange Unterbrechung des offiziellen Spielbetriebes sorgte. Watson wurde in die Armee eingezogen, wo er zeitweise an der Seite von Berühmtheiten wie Matt Busby, Tommy Lawton, Tom Finney, Frank Swift und Joe Mercer in der dortigen Fußball-Auswahlmannschaft weitere Erfahrungen sammelte. Auf der Position des linken Halbstürmers kam er zudem zu einem Einsatz für England, wenngleich die Partie gegen Wales als „Victory International“ nicht den Charakter eines offiziellen Länderspiels hatte.
Nach dem Krieg wollte Watson auch im bald wieder beginnenden Ligabetrieb die Innenstürmerposition bekleiden, was man in Huddersfield jedoch ablehnte und stattdessen den ehemaligen Schützling im Mai 1946 weiter zum AFC Sunderland vermittelte. Zwei Jahre später gelang Watson der fußballerische Durchbruch, als ihn Sunderlands damaliger schottischer Trainer Bill Murray von einem Wechsel auf den Posten des rechten Außenläufers überzeugte. Dort beeindruckte er auf Anhieb derart im Duell gegen den linken Innenstürmer Stan Pearson von Manchester United, dass sein weiterer Weg vorgezeichnet war. Am 16. November 1949 debütierte er gegen Irland für die englische A-Nationalmannschaft und ließ zwei Wochen nach dem 9:2-Kantersieg einen 2:0-Erfolg gegen den damals zweifachen Weltmeister Italien folgen. Auch zur WM 1950 reiste er im englischen Kader mit, kam aber dort in keiner der drei Vorrundenpartien, die das vorzeitige Aus für England bedeuteten, zum Zuge. Nach zwei weiteren Länderspielen im November 1950 endete Watson Fußballnationalmannschaftkarriere, aber bereits im folgenden Jahr wurde er Teil der englischen Cricket-Nationalmannschaft, in der er sich trotz 23 Einsätzen, bei einem Schnitt von nur 25,85 Runs/Wicket, jedoch keinen Stammplatz sichern konnte. Seinen größten Triumph feierte er im zweiten Match der Ashes-Serie 1953, als er mit 103 Runs im zweiten Innings England noch das unerwartete Remis sicherte.
Bis zum Ende des Jahres 1953 bestritt Watson in Sunderland noch einige Fußballspiele, wurde danach auch Spielertrainer bei Halifax Town, aber sein Fokus lag nun eindeutig auf dem Cricketsport. Sein letzter Auftritt war hier für die Auswahl Englands am 14. März 1959 gegen Neuseeland. Anfang der 1960er Jahre war er auch einer der englischen selectors, die zusammen für die Aufstellung der Nationalmannschaft verantwortlich sind.

## Nach der aktiven Karriere
Nachdem Watson in beiden Sportarten als Trainer gearbeitet hatte, wanderte er 1968 mit seiner Familie nach Südafrika aus, wo er fortan den Cricketverein „Wanderers Club“ betreute. Er verbrachte mehr als 3½ Jahrzehnte in seiner neuen Wahlheimat und verstarb 84-jährig in Johannesburg.